# EBCニュース
『EBCニュース』（イービーシーニュース）は、テレビ愛媛（EBC）で放送されているニュース番組である。

## 放送時間
時間はすべてJST。

### 全国ニュースを含むもの
現在
- 日曜 6:00 - 6:15
  - 『産経テレニュースFNN』→『FNNニュース』のタイトル差し替え。
  - 愛媛県の天気予報を内包。

過去
- 日曜 11:50 - 12:00
  - 『FNNプライムニュース　デイズ』をネット。[1]
  - ローカルニュースを内包。

かつては、毎日20:54枠の全国ニュース（『FNNレインボー発』→『FNN NEWS Pick Up』）を『EBCニュース』にタイトルを差し替えて放送していた。

### ローカルニュースのみ
現在
- 月曜〜土曜：20:54 - 21:00
- 日曜：21:48 - 21:54

過去
- 月曜 - 木曜 22:54 - 23:00
- 金曜 22:56 - 23:00

2015年3月30日から2016年9月まで、当時の20:54枠全国向けスポットニュースに合わせる形で『こんやのニュース』のタイトルでローカルニュースを放送していた。なお、1980年代後半までは『テレビ愛媛ニュース』のタイトルで放送されていたことがある。

### タイトル

#### テレビ愛媛ニュース時代
- 波紋状のタイトルバックに「テレビ愛媛」が下から上へと輪転し、奥から「ニュース」の文字が出てくるタイトル。

#### EBCニュース時代
- 1985年 - 1990年代
  - シンセサイザーを使用したテーマソングに、宇宙空間から「EBCニュース」が出てくるタイトル。ちなみにフジテレビで同時間帯に放送されていた「FNNニュース・あすの天気」のタイトルと同じカラーリングである。
    - 1984年4月から『FNNニュース』（『産経テレニュースFNN』）で使用していたたかしまあきひこのテーマ曲は『FNNニュースレポート』以外、当局では使用されなかった。
- 1990年代 - 2000年代
  - 一部のFNN系で使われていた通称「隕石爆発」タイトルを使用。
- 2000年代
  - 世界地図、国会議事堂のシルエット、グラフ、キーボードなどが出てくるタイトル。
- 2010年代前半
  - 上記のマイナーチェンジ版。

2022年現在
- - 「こんやのニュース」→「みんなのニュース」末期OPをBGMに、愛媛県地図が立体のCGで登場するタイトル。
    - 「ユアタイム クイック」も独自に同デザインのCGを使用していたが、テーマ曲は同番組のものを使用した。

## 動画配信
テレビ愛媛のニュースの動画配信は、かつてテレビ愛媛の公式ウェブサイトでは実施しておらず、フジニュースネットワーク（FNN）の公式ウェブサイト「FNNプライムオンライン」ならびにYahoo! JAPANのニュースサイト「Yahoo!ニュース」において動画配信を実施していたが、ウェブサイトを更新（HTTPS化）した際に動画配信対応となった。